# Xylocythere
Xylocythere is een geslacht van kreeftachtigen uit de klasse van de Ostracoda (mosselkreeftjes).

## Soorten
- Xylocythere pointillissima Maddocks & Steineck, 1987
- Xylocythere producta (Colalongo & Pasini, 1980) Maddocks & Steineck, 1987 †
- Xylocythere rimosa Maddocks & Steineck, 1987
- Xylocythere tridentis Maddocks & Steineck, 1987
- Xylocythere turnerae Maddocks & Steineck, 1987
- Xylocythere vanharteni Maddocks, 2005